# Keisuke Kunimoto
Keisuke Kunimoto (国本 京佑), né le 9 janvier 1989, est un pilote automobile japonais.

## Biographie
Keisuke Kunimoto a commencé le sport automobile en 2005 dans le championnat de Formule Toyota au Japon. En 2006, il passe en Formula Challenge, championnat qu'il remporte à l'issue de sa deuxième saison, en 2007. 
Membre du Toyota Young Drivers Programme, il accède en 2008  au championnat du Japon de Formule 3 au sein de l'écurie TOM's, représentante officielle du constructeur japonais. Il termine meilleur débutant de la saison et vice-champion, battu par son coéquipier néerlandais Carlo Van Dam, plus expérimenté que lui. Il prend sa revanche en fin de saison lors du prestigieux Grand Prix de Macao de Formule 3 qu'il remporte en s'imposant face au gratin mondial de la spécialité. En parallèle de sa saison de Formule 3, il participe au championnat Super GT (en catégorie GT300) et devient au mois de mai sur le circuit de Fuji, à seulement 19 ans et 4 mois, le plus jeune vainqueur d'une course de l'histoire du championnat.
En 2009, il accède au championnat de Formula Nippon, mais sa saison s'avère peu fructueuse puisqu'il ne se classe que 13e au championnat, avec un seul point inscrit. En fin d'année, il fait ses débuts dans le championnat de Formule Renault 3.5 des World Series by Renault.

## Palmarès
- Vainqueur du Grand Prix de Macao de Formule 3 2008

## Résultats aux 24 heures du Mans
| Année | Voiture           | Équipe        | Équipiers                  | Résultat |
| ----- | ----------------- | ------------- | -------------------------- | -------- |
| 2009  | Porsche RS Spyder | Navi Team Goh | Seiji Ara / Sascha Maassen | Abandon  |